# George Harrison: Living in the Material World
George Harrison: Living in the Material World es un documental del año 2011, dirigido por Martin Scorsese y basado en la vida de quien fuera miembro de The Beatles, George Harrison. Toma prestado el título del álbum Living in the Material World publicado por el músico en 1973.
En los premios Emmy de 2012 fue nominado en seis categorías, recibiendo dos premios.

## Trama
La película sigue la historia del músico George Harrison desde su juventud en Liverpool, el fenómeno de la beatlemanía, sus viajes a la India, la influencia de la cultura hindú en su música y su importancia como miembro de The Beatles. El documental está hecho con imágenes nuevas nunca antes publicadas, entrevistas a su mujer (Olivia), su hijo (Dhani), sus amigos y otras personalidades relevantes.

## Apariciones
- Neil Aspinall
- John Barham
- Jane Birkin
- Pattie Boyd
- Eric Clapton
- Ray Cooper
- Bob Dylan
- Terry Gilliam
- Mukunda Goswami
- Dhani Harrison
- Olivia Harrison
- Harry Harrison
- George Harrison
- Irene Harrison
- Louise Harrison
- Pauline Harrison
- Peter Harrison
- Damon Hill
- Eric Idle
- Arthur Kelly
- Jim Keltner
- Astrid Kirchherr
- Paul Lanzanic
- Jeff Lynne
- George Martin
- Paul McCartney
- Gary Moore
- Gordon Murray
- Yoko Ono
- Roy Orbison
- Tom Petty
- Billy Preston
- Ken Scott
- Ravi Shankar
- Phil Spector
- Ringo Starr
- Jackie Stewart
- Joan Taylor
- Klaus Voormann
- Gary Wright

## Producción
Tras la muerte de Harrison en 2001, varias compañías de producción contactaron con Olivia para evaluar la posibilidad de producir una película sobre la vida de su esposo. Ella declinó todas las ofertas porque el deseo de él había sido contar su historia a través de un archivo de video. Al conocer el proyecto de Martin Scorsese, lo aprobó y se unió a él como productora.
Scorsese se sintió atraído por el proyecto en todo momento:

Ese tema nunca me abandonó... Cuanto más estás en un mundo material, más tendencia hay a la búsqueda de la serenidad y a la necesidad de no ser distraído por los elementos físicos que te rodean. Su música es muy importante para mí, así que me interesé en el viaje que él tomó como artista. La película es una exploración. No sabemos; solamente sentimos nuestro camino.

Entre 2008 y 2009, Scorsese alternó su trabajo en este documental con la realización y dirección de Shutter Island.
La película tuvo su estreno en Liverpool el 2 de octubre de 2011. Se transmitió por el canal HBO en dos partes el 5 y 6 de octubre en los Estados Unidos y Canadá, y como un especial de dos partes del programa Arena en el canal BBC Two el 12 y 13 de noviembre del mismo año en el Reino Unido.

## Banda sonora
Este CD se vendió junto a una edición deluxe del documental que incluía un DVD y Blu-Ray que fue lanzado en el Reino Unido. Contiene demos (Early Takes) y tomas alternativas usadas en el documental.
Todas las canciones están escritas por George Harrison, excepto las que así se indican.
1. "My Sweet Lord" (demo) – 3:33
2. "Run of the Mill" (demo) – 1:56
3. "I'd Have You Anytime" (Early Take) (George Harrison, Bob Dylan) – 3:06
4. "Mama, You've Been on My Mind" (demo) (Bob Dylan) – 3:04
5. "Let It Be Me" (demo) (Gilbert Bécaud, Mann Curtis) – 2:56
6. "Woman Don't You Cry for Me" (Early Take) – 2:44
7. "Awaiting on You All" (Early Take) – 2:40
8. "Behind That Locked Door" (demo) – 3:29
9. "All Things Must Pass" (demo) – 4:38
10. "The Light That Has Lighted the World" (demo) – 2:23